# Living with Yourself
 (novembre 2019).
Si vous disposez d'ouvrages ou d'articles de référence ou si vous connaissez des sites web de qualité traitant du thème abordé ici, merci de compléter l'article en donnant les références utiles à sa vérifiabilité et en les liant à la section « Notes et références ».
Living with Yourself ou Vivre avec soi-même au Québec, est une série télévisée américaine en huit épisodes d'environ 28 minutes créée par Timothy Greenberg et réalisée par Jonathan Dayton et Valerie Faris, mise en ligne le 18 octobre 2019 sur Netflix.

## Synopsis
Miles est un homme qui lutte au quotidien dans sa vie. Lorsqu’il a la possibilité de devenir une meilleure personne grâce à un traitement thermal, il découvre qu’il a été remplacé par une version améliorée de lui-même. Alors qu’il doit faire face aux conséquences involontaires de ces actes, il comprend qu’il doit se battre pour sa femme, sa carrière et sa véritable identité.

## Distribution

### Acteurs principaux
- Paul Rudd (VF : Cédric Dumond) : Miles Elliot
- Aisling Bea (VF : Dorothée Pousséo) : Kate Elliot
- Desmin Borges (en) (VF : Damien Ferrette) : Dan
- Karen Pittman (en) (VF : Virginie Emane) : Lenore Pool
- Zoë Chao (VF : Pauline Smile) : Kaylyn
- Zach Cherry : Hugh
- James Seol : Jung-Ho
- Gene Jones : Fermier Ray

### Invités
- Alia Shawkat (VF : Fanny Fourquez) : Maia (2 épisodes)
- Bridget Everett : Weinrod (1 épisode)
- Peter Grosz (VF : Jérôme Keen) : Too Hip (1 épisode)
- Jerry Adler (VF : Bernard Alane) : Hillston (épisode 3)
- Tom Brady : lui-même (1 épisode, apparition)

## Épisodes
1. Un meilleur vous (The Best You Can Be)
2. Fabriqué dans une zone commerciale (Made in a Strip Mall)
3. Thé vert (Green Tea)
4. Âme sœur (Soul Mate)
5. Va Bene
6. Voisins et amis (Neighbors and Friends)
7. Piña Colada
8. Ce fut un plaisir (Nice Knowing You)

## Distinction

### Nomination
- Golden Globes 2020 : Meilleur acteur dans une série musicale ou comique pour Paul Rudd